# Презумпция
Презу́мпция (от лат. praesumptio — предположение, ожидание, надежда) — предположение, которое считается истинным до тех пор, пока ложность такого предположения не будет бесспорно доказана. Презумпции широко используются в юриспруденции и в естественных науках, во втором случае — зачастую неявно.

## Общее определение
Презумпцией обычно становится принимаемое в какой-либо области знаний предположение об истинности или ложности некоторого факта, которое считается заведомо верным в большинстве случаев. Такое предположение априори признаётся верным до тех пор, пока не будут представлены факты, явно ему противоречащие. Обоснованием презумпции являются обычно имеющиеся практические наблюдения и признаваемые в данной области знания теоретические концепции. Например, обоснованием широко известной в праве презумпции невиновности может служить тот (чисто статистический) факт, что большинство людей не является преступниками, следовательно, в отсутствие доказательств совершения преступления человеком гораздо более вероятно, что он не является преступником.
Важно различать презумпцию и аксиому. Различие этих понятий принципиально. Аксиома является теоретическим положением, выбранным в качестве базы для логического вывода и в пределах теории принимаемая за безусловную истину без доказательств, в то время как презумпция — выведенное из практики суждение, которое лишь задаёт предпочтительный порядок исследования различных гипотез. Любое утверждение, противоречащее аксиоме, в пределах теории является заведомо ложным, тогда как противоречие презумпции вполне возможно, но требует обоснования, так как считается гораздо менее вероятным.

## В юриспруденции
Презумпции широко используются в правоведении. Среди наиболее важных юридических презумпций:
- Презумпция невиновности, применимая в уголовном и уголовно-процессуальном праве, а также в конституционном праве, так как нередко закрепляется в конституции государства;
- Презумпция вины, применимая в гражданском праве, а в некоторых странах — и в уголовном праве;
- Презумпция добросовестности, применимая в гражданском и налоговом праве;
- Презумпция авторства, применяемая в авторском праве.
- Презумпция согласия на изъятие органов и (или) тканей у умершего человека для их пересадки, применимая в медицинском праве.
- Презумпция согласия супруга на распоряжение вторым супругом общим имуществом (его согласие предполагается), семейное право.
- Презумпция экологической опасности планируемой хозяйственной и иной деятельности в экологическом праве.
- Презумпция смерти в случае безвестного отсутствия лица свыше установленного законом срока[1].

Помимо этого в юридической практике существуют и другие презумпции, в частности «презумпция психического здоровья», используемая в судебной психиатрии. Например, в статье 3 Закона Украины «О психиатрической помощи» она определена как:

Каждое лицо считается не имеющим психического расстройства, пока наличие такого расстройства не будет установлено по основаниям и в порядке, предусмотренным настоящим Законом и другими законами Украины.

## В естественных науках
В естественных науках презумпции часто используются неявно, в виде различных методологических принципов. Одна из широко известных общенаучных презумпций — так называемая «Бритва Оккама», определяющая, что из ряда гипотез, по-разному объясняющих одно и то же явление, при прочих равных условиях следует выбирать ту, которая привлекает для объяснения наименьшее число сущностей. Эта презумпция, в свою очередь, базируется на общем методологическом «принципе достаточного основания», который требует, чтобы введение в объяснение новой сущности было разумно обосновано. Примеры презумпций в естественных науках:
- Принципы стратиграфии в геологии и палеонтологии:
  - принцип напластования Стено, утверждающий, что если геологический слой A лежит выше слоя B, то наиболее вероятно, что слой B образовался раньше слоя A.
  - закон Гексли, или принцип соответствия флоры и фауны, согласно которому геологические слои, содержащие остатки одних и тех же видов животных и растений, вероятно, относятся к одному времени.

сочетание этих принципов позволяет устанавливать взаимный порядок расположения геологических слоёв и синхронизировать по времени образования слои, находящиеся в разных местах, формируя таким образом глобальную стратиграфическую картину мира.
- Определение степени родства живых организмов по подобию строения. Здесь используется презумпция, согласно которой наследование биологическими видами идентичных особенностей строения друг от друга или от общего предка более вероятно, чем случайное возникновение идентичных органов и систем у не связанных между собой видов.